# Бомба

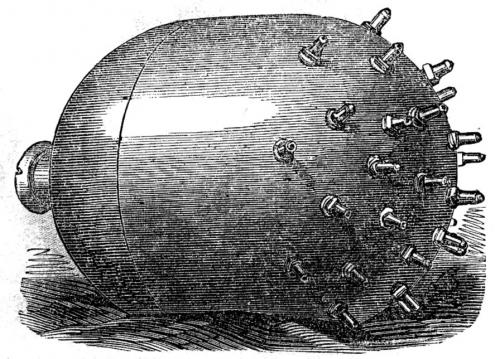
Бомба Орсини, 1858 год

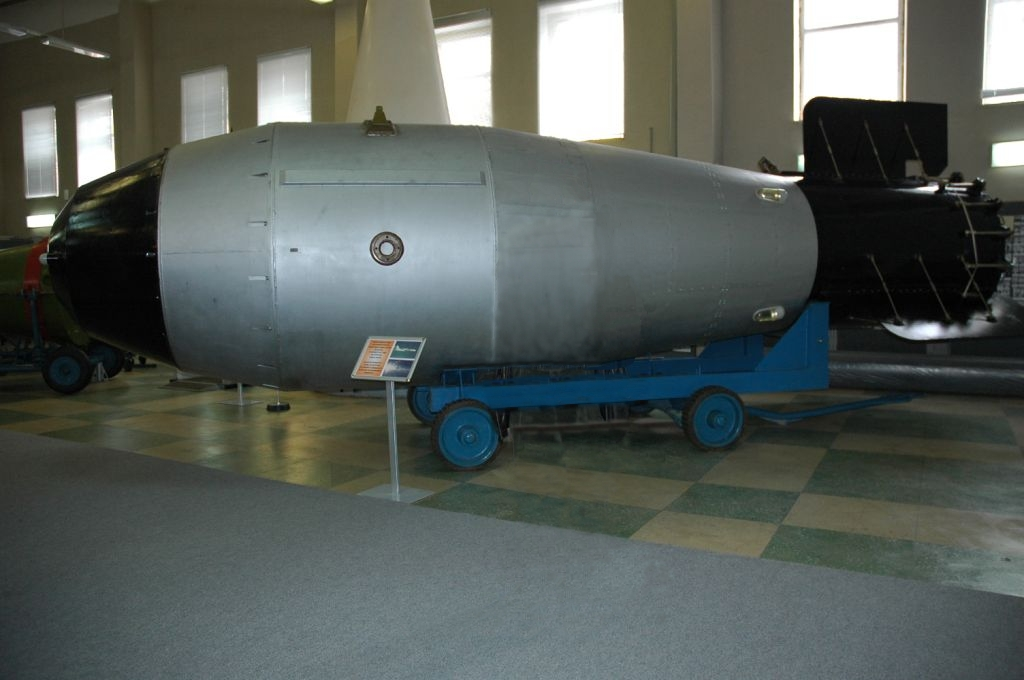
Авиабомба АН602 или «Царь-бомба» (СССР) — самое мощное ядерное взрывное устройство за всю историю человечества

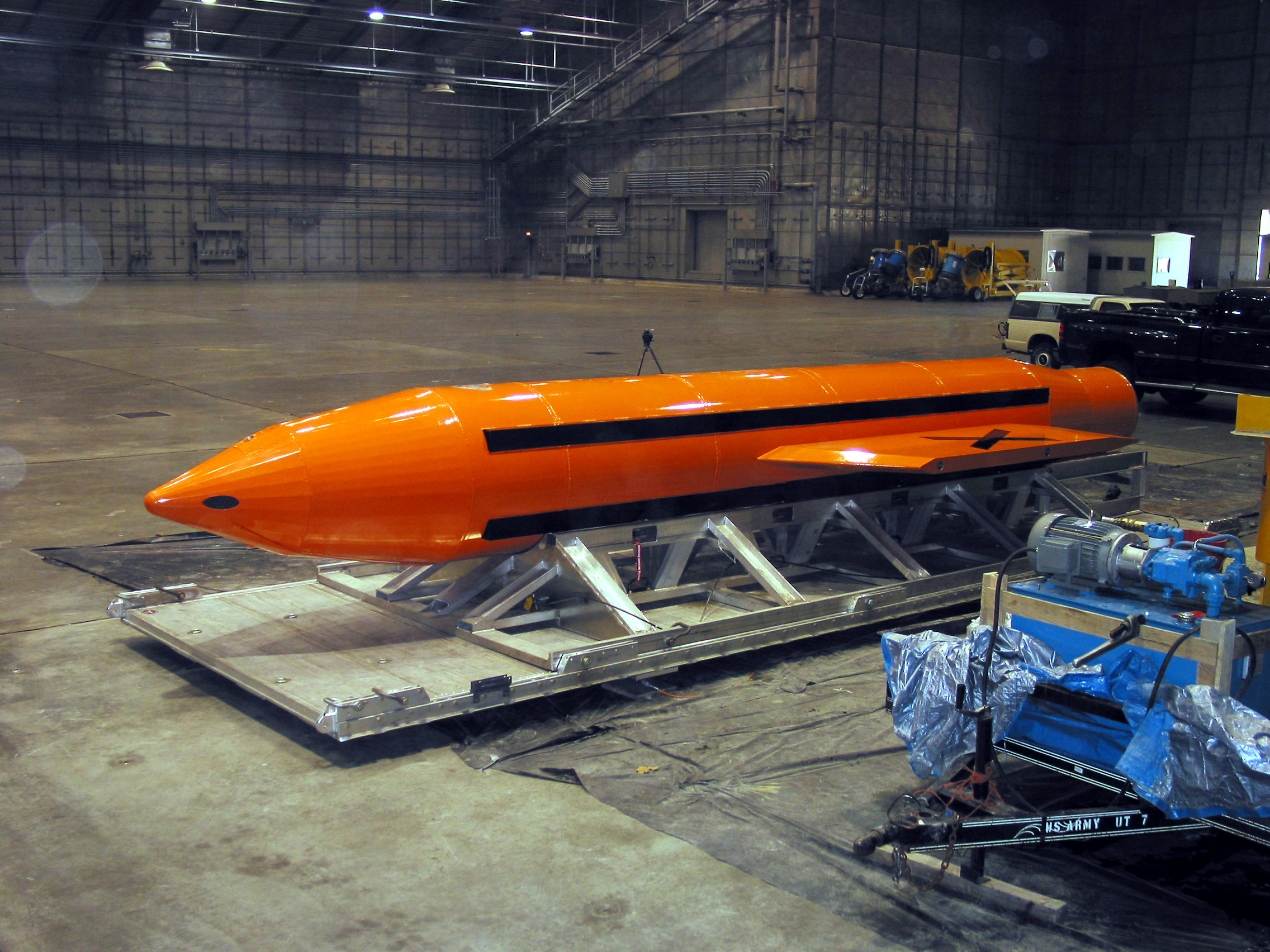
Авиабомба GBU-43 «Мать всех бомб» (США)

Бо́мба — название обширного ряда видов и типов боевых припасов и взрывных устройств. Большинство бомб предназначены для поражения наземных, подземных и морских целей (в период Второй мировой войны в СССР применялись также небольшие бомбы, предназначенные для поражения воздушных целей — они назывались авиационными гранатами), но существуют и многочисленные классы бомб (в основном авиационных) для решения других задач (постановки дымовых завес, освещения местности, фотографирования, подачи сигналов, пропаганды и учебных целей).

## Этимология
В русском языке слово «бомба» появилось в петровскую эпоху — впервые оно отмечается в бумагах самого Петра от 1688 года. Слово появилось как заимствование из фр. bombe с тем же значением. Французское слово происходит в свою очередь от итал. bomba, которое восходит к лат. bombus — «шум, жужжание», а то — к греч. βόμβος (bombos).

## История

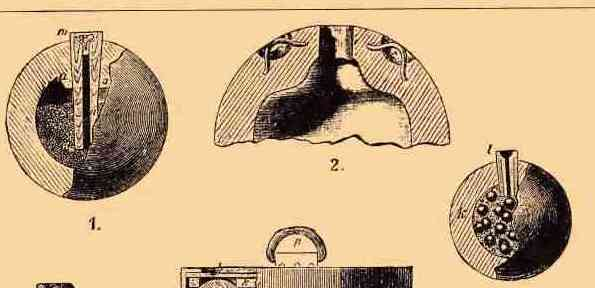
1. Артиллерийская граната. 2. Бомба. 3. Картечная граната. XVII—XIX вв.

В период до Первой мировой войны включительно бомбами назывались тяжёлые разрывные (по современной терминологии — фугасные и осколочно-фугасные) артиллерийские снаряды, предназначенные для стрельбы из мортир всех калибров (но не мортирок!), тяжёлых гаубиц и тяжёлых пушек, а также морских бомбических орудий (впрочем, последние вышли из употребления ещё в XIX веке). 
Бомба для гладкоствольного орудия представляла собой пустотелое ядро, начинённое порохом, с деревянной дистанционной трубкой, также начинённой порохом и вставлявшееся в отверстие — «очко»; вокруг отверстия были две скобы («уши»), за которые бомбу поднимали особыми крючками при заряжании. Устанавливалась в стволе «трубкой вперёд» (по направлению полёта) и воспламенялась от спутного потока пороховых газов при производстве выстрела (за счёт способности вспышки дульного пламени обгонять ядро у дульного среза и окружать бомбу облаком раскалённых газов в момент выхода боеприпаса из ствола орудия). Для надёжного воспламенения дистанционного состава трубка могла дополнительно оснащаться внешними зажигательными шнурами (стопинами), которые располагались по наружной поверхности ядра (вопреки расхожему мнению, установка бомбы «трубкой назад» была недопустима, так как это приводило к преждевременному срабатыванию боеприпаса внутри ствола - вследствие негерметичности соединительного узла очка и газопропускающей способности пиротехнического состава трубки, неспособного выдержать огромное давление в орудийной каморе). Впоследствии для точной ориентации ядра в стволе (что было особенно актуально для длинноствольных орудий) начали применять отделяющийся поддон-обтюратор (деревянный «шпигель»), который имел осевой центрирующий штифт, входящий в ответное углубление в донной части бомбы (иногда ядро приклеивалось к шпигелю при помощи клеящего состава на основе битума, желатина и древесной смолы - эта процедура называлась «присмолить ядро». После полного высыхания смолы такой поддон-обтюратор не отделялся после выстрела и играл в полёте роль стабилизатора). Следует учесть, что чувствительность порохового состава бомбы была достаточна высока, чтобы привести к мгновенному взрыву при попадании боеприпаса в прочную преграду до момента полного выгорания дистанционного состава (вследствие ударных нагрузок), а в ряде случаев пороховой состав бомбы взрывался непосредственно в канале ствола, не выдержав инерционных сил, возникавших при ускорении боеприпаса в момент выстрела (что привело к необходимости изыскать способы флегматизации чёрного пороха, применявшегося для снаряжения бомб, с целью снижения его чувствительности к ударно-инерционным нагрузкам). В Российской империи бомбой считался гаубичный и пушечный разрывной снаряд весом 1 пуд (для гладкоствольного орудия, стреляющего круглыми ядрами, это округлённо соответствует калибру 196 мм.) и более (снаряды весом от 1 артиллерийского фунта до пуда назвались гранатами, а менее одного артиллерийского фунта — пулями) а также, как уже говорилось, мортирный снаряд любого веса (в русской артиллерии применялись мортиры калибром 1/4 пуда (120 мм), 1/2 пуда (152 мм), 1 пуд (196 мм), 2 пуда (245 мм.), 3 пуда (273 мм) и 5 пудов (333 мм). Бомбы были изобретены французом Бернаром Рено д’Элиснгаре, по прозвищу «Маленький Рено», и впервые применены в войне Франции с алжирскими пиратами для бомбардировки города Алжир (28 октября 1681 г.). В России они были впервые использованы в 1696 году при взятии турецкой крепости Азов. Для переноски крупных бомб использовалось специальное приспособление наподобие коромысла, получившее название «бомбонос».
В начале XX в. бомбами или бомбочками в обиходе называли также ручные гранаты и винтовочные (ружейные) гранаты. При этом выражение «аэропланная бомба» первоначально означало, собственно, тяжелую ручную гранату, которую сбрасывали с аэропланов лётчики.
Кроме того, в первой половине XX в. в России/СССР и Германии бомбами назвали также надкалиберные боеприпасы к полевым бомбометам, а в России/СССР — иногда также и артиллерийские мины. Наконец, широко распространено применение термина «бомба» для обозначения самодельных взрывных устройств (как метательных, так и инженерных/закладываемых или применяемых в качестве мин-«сюрпризов»), используемых партизанами и террористами — хотя правильнее назвать их ручными гранатами, минами и фугасами.
В начале XX веке бомбами назывались и некоторые разновидности резервуаров для хранения сжатого газа, в частности, для «веселящего газа» (закиси азота, применяемой для наркоза).

## Классификация бомб
Бомбы подразделяются:
1. по назначению — на боевые и небоевые. К последним относятся дымовые, осветительные, фотоавиабомбы (осветительные для ночного фотографирования), дневные (цветного дыма) и ночные (цветного огня) ориентирно-сигнальные, ориентирно-морские (создают цветное флюоресцентное пятно на воде и цветной огонь; на Западе ориентирно-сигнальные и ориентирно-морские авиабомбы имеют общее название маркерных), агитационные (начинены пропагандистским материалом), практические (для учебного бомбометания — не содержат взрывчатого вещества или содержат очень малый его заряд; не содержащие заряда практические авиабомбы чаще всего изготовляются из цемента) и имитационные (имитируют ядерную бомбу);
2. по типу действующего материала — на обычные, ядерные, химические, токсинные, бактериологические (традиционно бомбы, снаряжённые болезнетворными вирусами или их носителями, также относятся к категории бактериологических, хотя строго говоря вирусы — это не бактерии), радиологические (также называются "грязными бомбами");
3. по характеру поражающего воздействия:
  - осколочные (поражающее действие преимущественно осколками);
  - осколочно-фугасные (осколками, фугасным и бризантным действием; на Западе такие боеприпасы называются бомбами общего назначения);
  - фугасные (фугасным и бризантным действием);
  - проникающие фугасные — они же фугасные толстостенные, они же (западное обозначение) «сейсмические бомбы» (бризантным действием);
  - бетонобойные (на Западе такие боеприпасы называются полубронебойными) инертные (не содержат заряда взрывчатого вещества, поражая цель только за счёт кинетической энергии);
  - бетонобойные разрывные (кинетической энергией и бризантным действием);
  - бронебойные разрывные (также кинетической энергией и бризантным действием, но имеющие более прочный корпус);
  - бронебойные кумулятивные (кумулятивной струёй);
  - бронебойно-осколочные/кумулятивно-осколочные (кумулятивной струёй и осколками);
  - бронебойные на основе принципа «ударного ядра»;
  - зажигательные (пламенем и температурой);
  - фугасно-зажигательные (фугасным и бризантным действием, пламенем и температурой);
  - осколочно-фугасно-зажигательные (осколками, фугасным и бризантным действием, пламенем и температурой);
  - зажигательно-дымовые (поражающее воздействие пламенем и температурой; кроме того, такая бомба производит задымление местности);
  - отравляющие/химические и токсинные (отравляющим веществом/ОВ);
  - отравляюще-дымовые (официально эти бомбы назвались «курящиеся авиационные бомбы ядовитого дыма»);
  - осколочно-отравляющие/осколочно-химические (осколками и ОВ);
  - инфекционного действия/бактериологические (непосредственно болезнетворными микроорганизмами или их носителями из числа насекомых и мелких грызунов);
  - Обычные ядерные (сначала назывались атомными) и термоядерные бомбы (первоначально в СССР их назвали атомно-водородными) традиционно выделяются в отдельную категорию не только по действующему материалу, но и по поражающему воздействию, хотя, строго говоря, их следует считать фугасно-зажигательными (с поправкой на дополнительные поражающие факторы ядерного взрыва — радиоактивное излучение и радиоактивные осадки) сверхбольшой мощности. Однако существуют и «ядерные бомбы усиленной радиации» — у них главным поражающим фактором является уже радиоактивное излучение, конкретно — образующийся при взрыве поток нейтронов (в связи с чем такие ядерные бомбы получили обиходное название «нейтронных»).
  - Также в отдельную категорию выделяют объёмно-детонирующие бомбы (известны также как бомбы объёмного взрыва, термобарические, вакуумные и топливные).
4. по характеру цели (такая классификация применяется не всегда) — например противобункерные (Bunker Buster), противолодочные, противотанковые и мостовые авиабомбы (последние предназначались для действия по мостам и виадукам);
5. по способу доставки к цели — ракетные (бомба в этом случае используется в качестве боевой части ракеты), авиационные, корабельные/катерные, артиллерийские;
6. по массе, выраженной в килограммах или фунтах (для неядерных бомб) либо мощности, выраженной в килотоннах/мегатоннах) тротилового эквивалента (для ядерных бомб). Калибр неядерной бомбы — это не её фактический вес, а соответствие габаритам некоего стандартного средства поражения (которым обычно принимается фугасная авиабомба того же калибра). Расхождение между калибром и весом может быть весьма большим — например осветительная авиабомба САБ-50-15 имела 50-кг калибр при весе всего 14,4—14,8 кг (расхождение в 3,5 раза). С другой стороны, авиабомба ФАБ-1500-2600ТС (ТС — «толстостенная») имеет 1500-кг калибр при весе целых 2600 кг (расхождение в более чем 1,7 раза);
7. по конструкции боевой части — на моноблочные, модульные и кассетные (первоначально последние именовались в СССР «ротативно-рассеивающими авиационными бомбами»/РРАБ).
8. по управляемости — на неуправляемые (свободнопадающие, по западной терминологии — гравитационные — и планирующие) и управляемые (корректируемые).

Реактивные глубинные бомбы, фактически — неуправляемые ракеты с боевой частью в виде глубинной бомбы, состоящие на вооружении ВМФ России и ВМС ряда других стран классифицируются по дальности стрельбы (в сотнях метров) — например РГБ-60 (РГБ — реактивная глубинная бомба) выстреливается (впрочем, правильнее сказать — запускается) из реактивной бомбомётной установки РБУ-6000 на дальность до 6000 м, РГБ-10 из РБУ-1000 — на 1000 м и т. д.

## Развитие технологий производства бомб и новые виды бомб
- Список бомб|
- Прыгающая бомба
- Авиационная бомба
- Управляемая авиационная бомба
- Ядерное оружие
- Термоядерное оружие
- Нейтронное оружие
- Объёмно-детонирующая (вакуумная) бомба
- Графитовая бомба